# Сан Нацаро Сезија
Сан Нацаро Сезија (итал. San Nazzaro Sesia) је насеље у Италији у округу Новара, региону Пијемонт.
Према процени из 2011. у насељу је живело 667 становника. Насеље се налази на надморској висини од 158 м.

## Становништво
Према резултатима пописа становништва 2011. у општини је живело 690 становника.
| 1931. | 1936. | 1951. | 1961. | 1971. | 1981. | 1991. | 2001. | 2011. |
| ----- | ----- | ----- | ----- | ----- | ----- | ----- | ----- | ----- |
| 1.028 | 1.043 | 1.028 | 903   | 801   | 804   | 701   | 726   | 690   |